# تاريخ ليبيا القديم
تاريخ ليبيا القديم موغل في القدم  يبدأ منذ ما قبل العصور التاريخية المعروفة بألاف السنين ولقد كان لموقع ليبيا الجغرافي أبلغ الأثر في تاريخها، فهي تتوسط شمال قارة أفريقيا وتمتد من شواطئ البحر المتوسط حتى مسافة بعيدة في الداخل مما جعلها على اتصال مع جناحي هذه القارة وأوسطها، لذلك فهي على اتصال وثيق مع أعظم الحضارات القديمة وأعرقها، فالمخلفات الأثرية سواء من عصور ما قبل التاريخ أم من العصور التاريخية تدل على أن ليبيا القديمة لم تكن منعزلة عن البيئات المحيطة بها بل متصلة بهذه البيئات سياسياً واقتصادياً وحضارياً، ولم تكن هذه الصلات بطبيعة الحال على وتيرة واحدة في كل عصر أو مع كل بيئة. ولعل أقدم هذه الصلات وأوثقها ما كان قائماً منها مع المصريين منذ بداية التاريخ المصري القديم إن لم يكن منذ عصور ما قبل التاريخ وخاصة في عصر البرونز، وما لبثت أن قامت علاقات مع الفينيقيين والإغريق والرومان وطبيعي أن تكسب هذه الصلات بين ليبيا وبين أعرق مراكز الحضارة تاريخ ليبيا أهمية كبيرة. وعلى الرغم من إن اسم ليبيا أستخدم كمدلول جغرافي منذ أقدم العصور التاريخية على نطا ٌق واسع لكنه لم يأخذ معناه الحالي إلا في بداية القرن العشرين.

## نبذة مختصرة عن تاريخ ليبيا القديم
عرف قدماء المصريين الشعوب التي تقطن إلى الغرب من مصر بالليبيين. كانت القبيلة الليبية التي تعيش في المنطقة المتاخمة لمصر هي قبيلة الليبو (LIBU)>، وقد ورد في النصوص المصرية القديمة أن المصريين كانوا يعرفون في من عرفوا من عناصر عنصر اسمه الليبو، وأصبح في الغالب مصدر اسم ليبيا بأسره. وكان الليبو يقطنون منطقة الجبل الأخضر وقد اشتق من  اسمهم اسم ليبيا. عرفوا لاحقا بالبربر. ومع ذلك، لا يعتبر هذا مؤكدًا، ولهذا السبب يفضل العديد من المؤلفين المصطلح القديم «الليبيين» فالبربر كانت منازلهم على أيادي الدهر فلسطين. وقد خرجوا عن طاعة نبي الله داود حوالي سنة 990 ق.م.فحاربهم وهزمهم ثم طردهم من موطنهم الأول بأرض الشام. فعبروا طور سيناء ومصر، ولكنهم مُنعوا من دخولها، فتوجهوا، لبرقة ثم استوطنوا منطقة طرابلس الغرب. فتركت القبائل اللوبيه تلك المنطقة  الغربية من اوطانهم. وسكنوا مع القبائل اللوبية الأخرى القاطنة ببلاد فزان. وقد ورد ذكر هذه القبيلة (الليبو) لأول مرة في النصوص المصرية التي تنسب إلى الملك مرنبتاح (Merneptah) من الأسرة الفرعونية التاسعة عشرة (القرن الثالث عشر ق.م.). ومن اسمها اشتق اسم ليبيا وليبيين. وقد عرف الإغريق هذا الاسم عن طريق المصريين ولكنهم أطلقوه على كل شمال أفريقيا إلى الغرب من مصر، ولا شك في أن ذلك راجع إلى أن هذا الإقليم (برقة) قد بدا للإغريق على أنه هو ليبيا أي «أفريقيا برمتها» من حيث أنه هو الإقليم الوحيد الذي كان مألوفا لهؤلاء من القارة حقيقة. وقد بلغ بعض القبائل درجة من القوة مكنها من دخول مصر وتكوين أسرة حاكمة هي الأسرة الثانية والعشرون، التي حكمت مصر قرنين (من القرن العاشر إلى القرن الثامن ق. م) وقد استطاع مؤسس تلك الأسرة الملك شيشنق توحيد مصر، واجتياح فلسطين. بدأ اتصال الفينيقيين بسواحل شمال أفريقيا منذ فترة مبكرة حيث سيطروا على البحر المتوسط واحتكروا تجارته وكانوا عبورهم البحر بين شواطئ الشام وإسبانيا ليجلبوا منها الفضة والقصدير. وكانوا يبحرون بمحاذاة الساحل الغربي من خوفا من هباج البحر. فكانت سقنهم ترسو على الشواطئ الليبية للتزود بما تحتاج إليه أثناء رحلاتها البحرية الطويلة. وقد أسس الفينيقيون مراكز ومحطات تجارية كثيرة على طول الطريق من الشام بالشرق إلى إسبانيا في الغرب. وعلى الرغم من كثرة هذه المراكز والمحطات التجارية لكن المدن التي أنشأها وأقاموا بها كانت قليلة لأنهم كانوا تجارا لا مستعمرين. وكان من أسباب إقامة المدن التي استوطنها الفينيقيون في شمال أفريقيا تزايد السكان وضيق الرقعة الزراعية في الشام (فينيقيا) وطنهم. والصراع ببلادها لغارات الآشوريين والفرس ثم الإغريق. امتد نفوذ الفينيقيين إلى حدود برقة (قورينائية). وأسسوا بعض المدن المهمة كطرابلس ولبدة، وصبراته. وقد ازدهرت تجارة الفينيقيين على الساحل الغربي من ليبيا وذلك لسهولة الوصول إلى أواسط إفريقيا الغنية بمنتجاتها الثمينة كالذهب والأحجار الكريمة والعاج وخشب الأبنوس والرقيق، وكانت أهم طرق القوافل تخرج من مدينة جرمة التي كانت مركزا هاما لمنتجات أواسط إفريقيا التي كانت تنقلها القوافل عبر الصحراء إلى المراكز الساحلية حيث تباع للفينيقيين مقابل المواد التي كانوا يجلبونها معهم. واستمر الجرماتيون مسيطرين على سوق التجارة بليبيا أكثر من ألف سنة. كان الفينيقيون والإغريق في علاقات تجارية معهم. لمن الرومان حاولوا إخضاع الجرماتيين بالقوة للسيطرة على تجارة وسط إفريقيا. لكنهم فشلوا وهادنوا الجرماتيين. واستمر وجود الفينيقيين وازداد نفوذهم في شمال إفريقيا خاصة بعد تأسيس مدينة قرطاجة في عام 814 ق.م.). وأصبحت قرطاجة أكبر قوة سياسية وتجارية في حوض البحر المتوسط الغربي، وسادها الاستقرار السياسي والازدهار الاقتصادي فترة طويلة. دخلت بعدها في صراع مرير مع روما لما وصلت إليه تلك المدينة الفينيقية من قوة وثراء. فشن الرومان عليها الحروب المضنية. تكبد فيها الطرفان الكثير من الأرواح والأموال، وهي الحروب التي عرفت في التاريخ بالحروب البونية. بعدها استطاعت روما تحقيق أهدافها بتدمير قرطاجة تدميرا شاملا سنة (146 ق.م.) وأخضع الرومان كل ممتلكات قرطاجة بما فيها المدن الليبية الثلاث طرابلس ولبدة وصبراتة. أما السواحل الشرقية من ليبيا (برقة - قورينائية)، فكانت من نصيب المستعمرين الايغريق.

## شرق ليبيا الإغريقي
حيث أنشأ المهاجرون الإغريق علي ساحل برقة مستعمراتهم حيث لا تبعد كثيرا عن بلادهم. وبدأ الاستعمار الإغريقي لإقليم قوريني (برقة) في القرن السابع ق. م عندما أسسوا مدينة قوريني (شحات) سنة (631 ق. م) وكان باتوس الأول هو أول ملك إغريقي للمدينة، وتوارثت أسرته الحكم في قوريني لفترة قرنين. ولم يكن عدد المهاجرين الأوائل الإغريق كبيرا ويقدرون بحوالي مائتي رجل.و في عهد ثالث ملوك الإغريق بقوريني باتوس الثاني نزحت أعداد كبيرة من المهاجرين الإغريق واستقرت في الإقلي. مما جعل الليبيين، يدخلون في حرب مع الإغريق من أجل الدفاع عن وجودهم وأراضيهم التي طردهم المستعمرون منها ومنحوها للمهاجرين الجدد. وعلى الرغم من طول فترة حكم أسرة باتوس الأول إلا أنها لم تشهد الاستقرار بسبب الهجمات التي كانت قبائل البربر الليبية تشنها على المستعمرات الإغريقية في المنطقة الساحلية. في عهد أركيسيلاوس الثاني (رابع ملوك قوريني) ترك بعض الإغريق مدينة قوريني ليؤسسوا مع الليبيين مدينة برقة (المرج). ولما ازداد عدد المهاجرين الذين أتوا إلى مدينة قوريني.أرسلت تلك المدينة بعضا منهم لإنشاء بعض المحلات (المساكن) القريبة من الشاطئ التي كانت من بينها المحلة التي أنشئت مكانها طوخيرة (توكرة). وأسست مستعمرة أخرى هي مدينة يوهسيبريديس (بنغازي). وكما كان لقوريني ميناء أبولونيا (سوسة)، فإن مدينة برقة هي الأخرى أنشأت ميناء لها في موقع بطولميس (طلميثة).وعندما احتل الفرس مصر، بعث ملك قوريني سفارة إلى الملك الفارسي معلنا خضوع إقليم قورينائية. واستمرت تبعية الإقليم لمصر وواليها الفارسي وان كانت في الغالب تبعية اسمية. وفي 440 ق.م. قتل أركيسيلاوس الرابع، آخر ملوك أسرة باتوس، في يوهسيبريديس، وأصبحت قورينائية تضم مدنا مستقلة عن بعضها البعض وعانى الإقليم من الاضطرابات السياسية، وازدياد خطر هجمات القبائل الليبية وكانت تلك المدن تتصارع فيما بينها إلى أن غزا الإسكندر المقدوني مصر (332 ق.م.) واستولى البطالمة الذين خلفوه في حكم مصر على إقليم قورينائية (332 ق.م.). وساد به الهدوء النسبي وأصبحت مدن الإقليم تعرف جميعا باسم بنتابوليس، أي أرض المدن الخمس حبث تكون اتحاد إقليمي يضمها ويتمتع بالاستقلال الداخلي. وبقيت قورينائية تحت الحكم البطلمي حتى تنازل عنها لروما سنة (96 ق.م.)

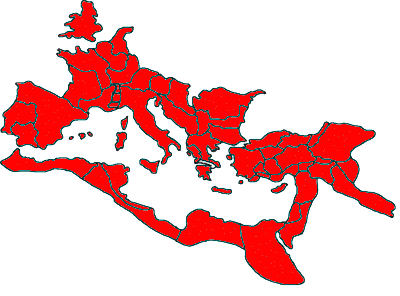
الإمبراطورية الرومانية

## ليبيا الرومانية
صار الإقليم تحت رعاية مجلس الشيوخ (السينت) بروما وكان مع كريت ولاية رومانية واحدة إلى أن فصلهما الإمبراطور دقلديانوس في نهاية القرن الثالث الميلادي. عند اعتراف الإمبراطور قسطنطين الأول بالمسيحية في النصف الأول من القرن الرابع الميلادي انتشرت المسبحبة في ليبيا لكنها لم تقض على الوثنية. بمدة قرن ونصف حتى بعد أن جعل الإمبراطور ثيودوسيوس الأول المسيحية الدين الرسمي والأوحد في الإمبراطورية في مرسوم أصدره سنة (392 م.) وهذا أمر لا تختلف فيه ليبيا عن بقية أقاليم الدولة الرومانية. وكان أول أسقف لإقليم برقة سجله التاريخ شخصا يدعى آموناس سنة (260 م.) وحضر أساقفة من مدن البنتابوليس أول مؤتمر مسيحي عالمي. وهو المؤتمر الذي دعا إلى عقده الإمبراطور قسطنطين في مدينة نيقيا سنة (325 م) كان الأسقف سينسيوس القوريني أهم شخصيات الفترة المسيحية في برقة. تولى أسقفية طلميثة وذهب إلى البلاط الإمبراطوري في القسطنطينية على عهد الإمبراطور أركاديوس ليعرض المشاكل التي كانت تواجه الإقليم والتي كان من أهمها الضرائب الفاحشة المفروضة على مدنه والمشكلة الرئيسية التي كانت واجهت الإقليم على أيامه هي الدفاع ضد غزوات القبائل الليبية التي اشتدت حدتها بعد عام (332 ف) حيث قام سكان المدن والمناطق الريفية القريبة بتنظيم حرس محلي للدفاع عن أراضيهم. فالصورة التي أعطاها الأسقف سينسيوس عن الأوضاع في الإقليم دفعت كثيرا من الدارسين إلى القول بأن الحياة في البنتابوليس قد خبت نهائيا في القرن الخامس الميلادي.ولم يكن الأمر يختلف بالنسبة لمدن الساحل الغربي. فبعد زوال الأسرة السيفيرية في النصف الأول من القرن الثالث الميلادي سادت الإمبراطورية حالة من الفوضى والحروب الأهلية لمدة نصف قرن. وبينما استطاعت الأقاليم الأخرى استعادة شيء من الأمن والنظام استمرت الاضطرابات تعصف بالشمال الإفريقي الأمر الذي سهل وقوعه في أيدي الوندال حيث عبرت جموع الوندال إلى شمال أفريقيا حوالي سنة (430 ق.م.) واستولت على مدن إقليم طرابلس الذي عاني الخراب والدمار علي أيديهم خراب ودمار في كل مكان يحلون فيه رغم مقاومة الليبيون لهم لكنهم تكبدوا العديد من الخسائر في الأرواح والأراضي والممتلكات مما دفعهم لإتخاذ الجبال دروعا لهم وكونوا هناك جيوشا للمقاومه. وعلى الرغم من أن الإمبراطورية الرومانية قد استعادت الإقليم في القرن السادس الميلادي على عهد الإمبراطور جستينيان عندما نجح القائد الليبي كاباون طرد الوندال. لكن ليبيا سواء في إقليم برقة أو في إقليم طرابلس ظلت تعاني من جحافل الوندال وفي هذه الأثناء لاحت في الأفق طلائع الفاتحين المسلمين الذين جاءوا مع الفتح الإسلامــي الذي تم في القرن السابع الميلادي. واستطاعوا بعد فترة قصيرة من قدومهم أن يوطدوا أركان حكمهم وأن ينشروا الأمن في ربوع البلاد.

## المصادر الإغريقية والرومانية والبيزنطية

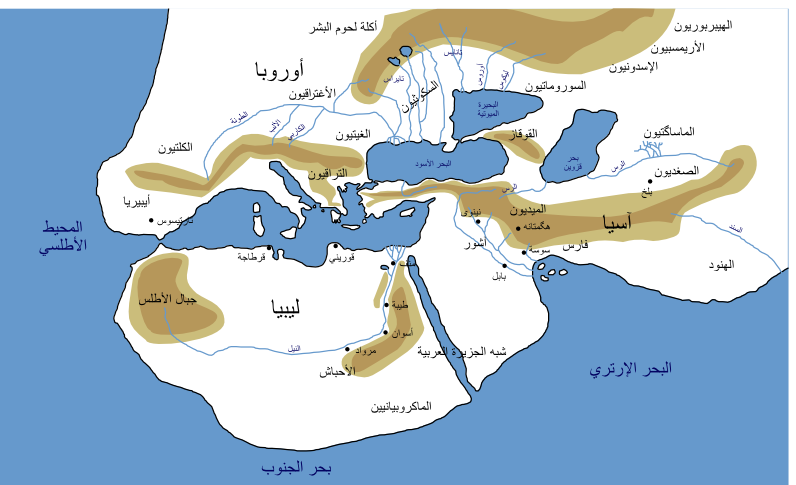
خريطة هيرودوت للعالم القديم

## أسماء أهم القبائل الليبية

خريطة هيرودوت